# Битва при Мишаре
Битва при Мишаре (серб. Битка на Мишару) — битва сербских повстанческих сил под командованием Карагеоргия против турецких войск у деревни Мишар, продолжавшаяся три дня, с 13 по 15 августа 1806 года.

## Ход сражения
После отражения османских войск при Иванковаце сербские повстанцы под командованием Карагеоргия заняли Белград. Турецкая армия двинулась на город, чтобы отбить его. Вождь восставших с другими военачальниками прибыл в Шабац, где было принято решение дать бой турецкой армии.
На вершине холма Мишар были насыпаны укрепления из земли в виде квадрата, немного изогнутого с северной стороны. Перед насыпями были вырыты окопы, а внутри установлены орудия, запасены порох и снаряды. 13 августа Карагеоргий расставил за оградительными сооружениями стрелков в два ряда.
Боевые действия были начаты турецкой стороной, на приступ крепости пошли сипахи, а позади них пехота во главе с Мехмед-беком Куленовичем. Сербы открыли огонь по врагу и заставили всадников отступить. Турецкая пехота перегруппировалась и открыла ружейный огонь по позициям сербов. Сербы дрогнули и отступили в середину укрепления. Но Карагеоргию удалось вернуть солдат обратно на позиции. Тем временем сербы подали сигнал своей кавалерии, которая заранее укрылась в соседней деревне Жабар. По команде отряды сербских всадников под командованием Луки Лазаревича, Лазаря Мутапа и Матея Ненадовича врезались в ряды противника и обратили его в бегство.
Мехмед-бек Куленович попытался привести в порядок войска, но был убит. Тем временем сербская кавалерия, разделившаяся на 2 отряда, смела вражескую артиллерию и вышла к штаб-квартире Сулейман-паши Скопляка.
Оставшиеся турецкие солдаты бежали с поля боя; часть из них переправилась через реку Дрина, другая часть отступила за реку Саву.

## Результаты

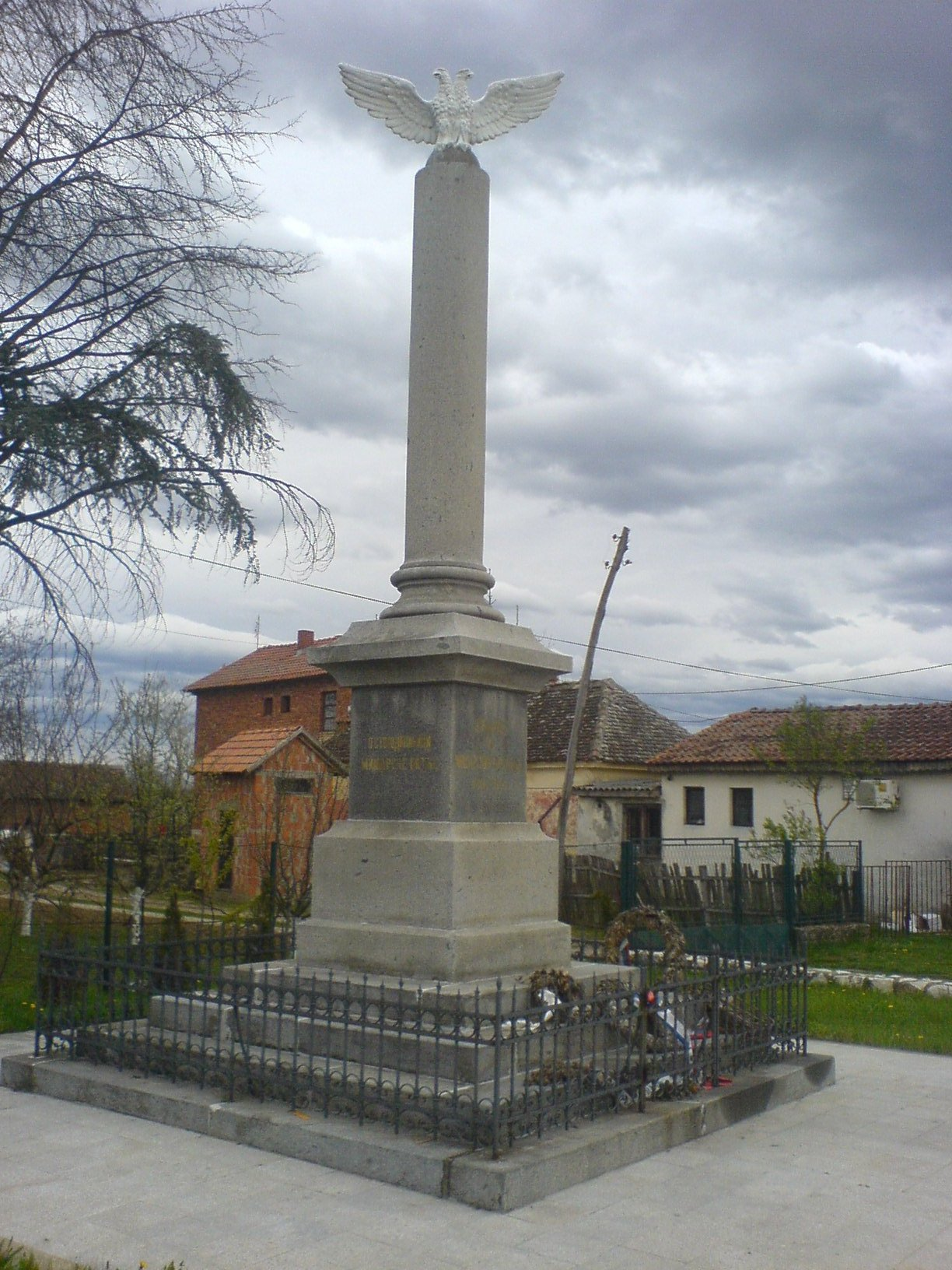
Памятник, посвящённый битве при Мишаре

Поражение османской армии при Мишаре и Делиграде вынудили правительство Османской империи пойти на переговоры с сербскими повстанцами при посредничестве России и Австрии. Результатом договора, заключённого сторонами, стало дарование прощения всем участникам восстания, готовность утвердить сербскую автономию и признать титул князя Сербского. Также сербы были обязаны выплачивать ежегодную царскую пошлину в размере 722 500 золотых монет.

## Память
8 сентября 1906 года властями Сербии был установлен памятник, посвящённый сражению при Мишаре.